# Acmaeoderoides insignis
Acmaeoderoides insignis är en skalbaggsart som först beskrevs av Horn 1894.  Acmaeoderoides insignis ingår i släktet Acmaeoderoides och familjen praktbaggar. Inga underarter finns listade i Catalogue of Life.